# トレイシー・スマザーズ
トレイシー・スマザーズ（"The Main Man" Tracy Smothers、1962年9月2日 - 2020年10月28日）は、アメリカ合衆国のプロレスラー。ジョージア州アトランタ生まれ、テネシー州ナッシュビル出身。
若手選手時代はアイドル系のベビーフェイスとして活躍し、キャリアを積んでからはハードコア・レスリングにも対応できる技巧派の中堅ヒールとなって各団体に参戦した。トレーナーとしても、数々のレスラーを指導している。

## 来歴
ファビュラス・ワンズのコーチを受け、1982年にデビュー。地元テネシー州メンフィスのCWAにて活動後、1987年にボブ・アームストロングの息子スティーブ・アームストロングをパートナーに、NWAフロリダ地区でサザン・ボーイズ（The Southern Boys）を結成。ベビーフェイスの若手タッグチームとして、テネシーやアラバマなどの南部を主戦場に活躍した。
1988年7月には揃って新日本プロレスに初来日。軽快な空中殺法とイキのいいファイトスタイルで好評を博し、同年11月の『'88ジャパンカップ・シリーズ』では、ジョージ高野を加えたトリオでエリミネーション方式の6人タッグ・リーグ戦に参加した。1989年4月の来日時は、和歌山にてアントニオ猪木とのシングルマッチも行われている。
1990年、ヤング・ピストルズ（The Young Pistols）のチーム名でWCWに進出し、ミッドナイト・エクスプレス（ボビー・イートン&スタン・レーン）やファビュラス・フリーバーズ（マイケル・ヘイズ&ジミー・ガービン）を相手に抗争を展開、1991年11月5日にはUSタッグ王座を獲得、1992年1月14日にロン・シモンズ&ビッグ・ジョッシュに敗れるまでタイトルを保持した。
アームストロングとのコンビ解散後は、ジム・コルネットが主宰していたノックスビルのスモーキー・マウンテン・レスリングに参戦。"The Wild Eyed Southern Boy" をニックネームに、プライムタイム・ブライアン・リーやクリス・キャンディードと抗争した。その間、1993年1月にジェイソン・ザ・テリブル（ラファエル・ロドリゲス）の偽者に変身してW★INGプロモーションに来日。11月には全日本プロレスの『世界最強タッグ決定リーグ戦』にリチャード・スリンガーと組んで出場している。
1995年はIWAジャパンに来日し、9月29日にカクタス・ジャックとのコンビでザ・ヘッドハンターズから世界タッグ王座を奪取。同時期、アメリカでは当時WWFのマイナーリーグ的な団体になっていたUSWAを主戦場に活動、1996年にはシャキール・アリ（Shaquille Ali）なるイスラム名のヒールとなり、PG-13（J・C・アイス&ウルフィー・D）、サー・モハメッド、クイーン・モイシャらによるネーション・オブ・ドミネーションに加入。同年下期からはWWFにも出場したが、ファルークをリーダーに再編されたWWF版ネーション・オブ・ドミネーションのメンバーには起用されず、フレディ・ジョー・フロイド（Freddie Joe Floyd）のリングネームでベビーフェイスに戻り、ベイダー、ストーン・コールド・スティーブ・オースチン、マンカインド、ハンター・ハースト・ヘルムスリーらのジョバーを務めた。
1997年、リングネームをトレイシー・スマザーズに戻し、"The Main Man" のニックネームでECWに登場。イタリア系の出自ではないのにもかかわらず、フル・ブラッデッド・イタリアンズに加入して再びヒールに転向する（自身のホームタウンであるテネシー州ナッシュビルをイタリアの都市だと主張し、出身地を "Nashville, Italy" としていた）。以後、タッグパートナーのリトル・グイドーおよびマネージャーの "ザ・ビッグ・ドン" トミー・リッチとのトリオで活動し、同年10月18日にはグイドーとのコンビでニュー・ジャック&ジョン・クローナスからECW世界タッグ王座を奪取した。

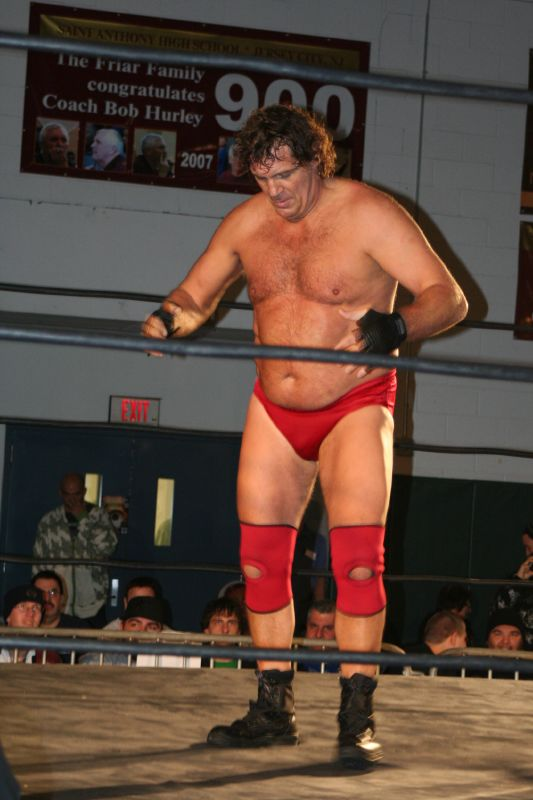
JAPWにて（2008年11月）

ECWには2000年まで在籍し、同年4月にはFMWに来日。以降はXPWやIWAミッドサウスなど各地のインディー団体を転戦して、2005年はシェーン・ダグラスがプロデュースしたECWのリユニオン・イベント "Hardcore Homecoming" に連続参加。2007年からはインセイン・クラウン・ポッシーが主宰するJCWに参戦した。
2008年8月6日、金村キンタローが設立したXWFの後楽園ホールでの旗揚げ戦に出場。レイヴェン&スーパー・レザーフェイスと組んでの6人タッグマッチで金村&田中将斗&黒田哲広と対戦した。2010年8月8日にはTNAの主催によるECWリユニオン興行 "Hardcore Justice" にて、グイドーやトニー・ママルークとフル・ブラッデッド・イタリアンズを再結成した。
2017年11月23日、横浜ラジアントホールで行われた佐藤淳一レフェリーの引退記念興行に出場のため9年ぶりに来日。ダグ・ギルバートとタッグを組み、ザ・グレート・カブキ&井上雅央と対戦した。
晩年は悪性リンパ腫で闘病を続けていたが、2020年10月28日、58歳で死去。

## 得意技
- テネシー・ジョー・ジャッカー（Tennessee Jaw Jacker） - フライング・エルボー・バット
- サザン・キック（Southern Kick） - フライング・ニール・キック
- スパインバスター
- パンプハンドル・スラム
- ベースボール・スライド・キック

## 獲得タイトル
コンチネンタル・レスリング・アソシエーション
- NWAミッドアメリカ・ヘビー級王座：2回[21]
- CWAタッグ王座：1回（w / ジョン・ポール）[22]

チャンピオンシップ・レスリング・フロム・フロリダ
- NWAフロリダ・タッグ王座：1回（w / スティーブ・アームストロング）[23]

コンチネンタル・チャンピオンシップ・レスリング
- NWAコンチネンタル・タッグ王座：1回（w / スティーブ・アームストロング）[24]

ワールド・チャンピオンシップ・レスリング
- WCW USタッグ王座：1回（w / スティーブ・アームストロング）[8]

スモーキー・マウンテン・レスリング
- SMWヘビー級王座：2回[25]
- SMWビート・ザ・チャンプTV王座：3回[26]
- SMWタッグ王座：1回（w / ダーティ・ホワイト・ボーイ）[27]

ユナイテッド・ステーツ・レスリング・アソシエーション
- USWA世界タッグ王座：2回（w / ジェシー・ジェームズ・アームストロング）[28]

IWAジャパン
- IWA世界タッグ王座：1回（w / カクタス・ジャック）[11]

エクストリーム・チャンピオンシップ・レスリング
- ECW世界タッグ王座：1回（w / リトル・グイドー）[15]

オハイオ・ヴァレイ・レスリング
- OVW南部タッグ王座：1回（w / スティーブ・アームストロング）

IWAミッドサウス
- IWAミッドサウス・ヘビー級王座：1回
- IWAミッドサウス・タッグ王座：1回（w / クリス・ハムリック）

## 追記
女子プロレスラーのミッキー・ナックルズがイザベラ・スマザーズ（Isabella Smothers）と名乗り、彼の隠し子という設定のもとJCWやOVWで活動しているが、実際には血縁関係はない。

## 育成選手
- ノラ・グリーンウォルド
- コーポラル・ロビンソン
- クリス・ヒーロー
- ブライアン・ダニエルソン
- J・C・ベイリー
- チェイス・スティーブンス